# Zwartberg FC

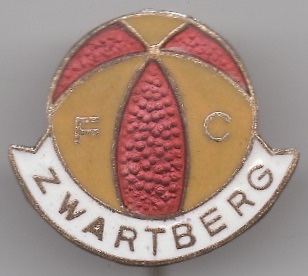

Zwartberg FC was een Belgische voetbalclub uit Zwartberg. De club werd in 1926 opgericht als SC des Liégeois Genck. 
In 1932 werd de naam Zwartberg FC aangenomen. De club sloot in 1926 meteen aan bij de KBVB met stamnummer 658.
In 2017 werd de club opgeheven.

## Geschiedenis
De club werd in 1926 gesticht als SC des Liégeois Genck door spelers van verschillende Luikse en Limburgse clubs die in Zwartberg woonden en voor het plaatselijk mijnbedrijf werkten. Zes jaar later werd de naam gewijzigd naar Zwartberg FC. De oorspronkelijke geel-rode kleuren werden behouden.
Pas vanaf 1932 nam de club deel aan de competitie in de provincie Limburg. In drie seizoenen tijd klom Zwartberg via twee promoties naar de hoogste provinciale afdeling. In 1936 en 1937 eindigde de club telkens tweede en miste zo nipt promotie naar de nationale afdelingen.
In 1946 degradeerde Zwartberg naar het tweede provinciale niveau. Tot 1968 pendelde de club geregeld tussen Eerste en Tweede Provinciale.
In 1968 volgde degradatie naar Derde Provinciale. Eerste Provinciale werd daarna niet meer bereikt en in 1982 belandde Zwartberg voor het eerst in Vierde Provinciale. 
In 1985 behaalden de geel-roden de titel en mochten nog eens naar Derde Provinciale, maar dat avontuur was van korte duur. 
In 2002 haalde de club nog eens Derde Provinciale, maar opnieuw degradeerde men meteen.
De club zou de rest van zijn bestaan op het laagste provinciale niveau spelen.
In 2017 werd de club opgedoekt, er was te weinig steun en een gebrek aan medewerkers wat het erg moeilijk maakte om te overleven..

## Bekende (oud-)spelers
- David Crv
- Costa Mbisdikis (Jeugd)